# Паттисон, Бен
Бен Паттисон (англ. Ben Pattison; род. 15 декабря 2001, Фримли, Юго-Восточная Англия) — британский легкоатлет, специализируется в беге на средние дистанции. Бронзовый призёр чемпионата мира 2023 года, бронзовый призёр Игр Содружества 2022 года.

## Биография
Паттисон получил образование в университете Лафборо. В 2019 году завоевал серебряную медаль на чемпионате Европы среди юношей до 20 лет. Финишировал четвертым на чемпионате Европы 2021 года среди юношей до 23 лет, а в 2022 году установил личный рекорд - 1:44.6, став вторым самым быстрым британским бегуном в 2022 году.
В 2022 году Бен был отобран для участия в забеге на 800 метров среди мужчин на Играх Содружества 2022 года в Бирмингеме, где завоевал бронзовую медаль.
В 2023 году на чемпионате мира по лёгкой атлетике, который состоялся в Будапеште, атлет из Англии, в беге на 800 метров, с результатом 1:44,83 стал бронзовым призёром чемпионата мира.

## Персональные результаты
- 400 метров – 46.76 (2022)
- 800 метров – 1:44.02 (2023)
- 1500 метров – 3:39.14 (2022)

В помещениях
- 800 метров – 1:49.04 (Манчестер 2021)